# Specht (Wappentier)

Schwarzspecht im Wappen von Jossgrund

Der Specht ist als Wappentier in der Heraldik eine gemeine Figur.
Von den vielen Arten des natürlichen Tieres werden üblicherweise nur der Schwarz- und der Buntspecht in Wappen verwendet. Erkennbar ist die Tierdarstellung allgemein an die typische Sitzhaltung und seinem langen spitzen Schnabel und längerem Schwanz. Der rote Kopffleck ist ein weiteres Zeichen, das sich zur schwarzen, oft gewählten Körperfarbe, stellt. Da der Specht sich für den Familiennamen Specht als redendes Wappentier eignet, ist er auf vielen Bürgerwappen in dieser Absicht zu finden. Er kann im Wappenschild und im Oberwappen auftreten.

## Beispiele für redende Wappen

Wappen des niedersächsischen Adelsgeschlechts Specht: Im Schild zwei (grüne) und im Oberwappen ein Specht.
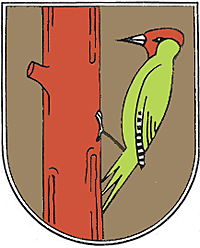
Wappen des Gütersloher Stadtteils Spexard